# Ивар Йевер
Ивар Йевер (на норвежки: Ivar Giaever) е норвежко-американски физик, работил най-вече в областта на свръхпроводимостта и биофизиката. През 1973 г. получава Нобелова награда за физика, заедно с японския физик Лео Есаки и Брайън Джоузефсън за експерименталното откритие на тунелния ефект в полупроводници и свръхпроводници.

## Биография
Роден е на 5 април 1929 година в Берген, Норвегия. През 1954 имигрира в Канада, а от 1956 се мести в САЩ. От 1958 до 1969 се занимава със свръхпроводимост и тунелен ефект, като защитава докторска дисертация по темата през 1964. От 1970 започва да се занимава и с биофизика. От 1988 е професор в Университета в Осло.